# Pallidionicus freycinetiae
Pallidionicus freycinetiae är en kackerlacksart som beskrevs av Philippe Grandcolas 1997. Pallidionicus freycinetiae ingår i släktet Pallidionicus och familjen storkackerlackor.
Artens utbredningsområde är Nya Kaledonien. Inga underarter finns listade i Catalogue of Life.